# آهنگرمحله (مینودشت)
آهنگرمحله (مینودشت)، روستایی از توابع بخش مرکزی شهرستان مینودشت در استان گلستان ایران است.

## جمعیت
این روستا در دهستان قلعه قافه قرار دارد و براساس سرشماری مرکز آمار ایران در سال ۱۳۸۵، جمعیت آن ۷۲ نفر (۱۳خانوار) بوده‌است.